# 군산상일고등학교
군산상일고등학교(群山象一高等學校)는 대한민국 전북특별자치도 군산시 문화동에 있는 공립 고등학교이다.

## 학교 연혁
- 1941년 4월 19일 : 군산공립상업학교 개교
- 1950년 5월 12일 : 군산상업고등학교로 학제 개편
- 1992년 10월 7일 : 30학급 인가
- 2022년 9월 8일 : 보통과(8학급) 신설·개편에 따른 일반계고 남녀공학 전환
- 2023년 3월 1일 : 군산상일고등학교로 교명 변경
- 2023년 3월 1일 : 제30대 임영근 교장 취임
- 2024년 2월 7일 : 제79회 졸업식(92명 졸업, 총 21,737명 졸업)
- 2024년 3월 4일 : 2024입학생 226명 입학

## 설치 학과
- 금융정보과
- 7차일반
- 창업경영과
- 부사관과

## 참고 자료
- 군산상일고등학교 - 한국교육학술정보원 학교알리미